# Caperonia serrata
Caperonia serrata là một loài thực vật có hoa trong họ Đại kích. Loài này được (Turcz.) C.Presl mô tả khoa học đầu tiên năm 1851.